# Associação Goiana de Esportes Athleticos
A Associação Goiana de Esportes Athleticos (AGEA), foi uma entidade de futebol de Goiás. Tinha como objetivo a criação de uma liga forte em Goiás.

## História

### Antecedentes
Retirado da Obra Primórdios do futebol em Goiás, 1907-1936, de Cleber Dias.
Em 1927, correspondente do jornal Voz do Povo enviou através de telegrama notícias sobre o campeonato brasileiro de futebol realizado no Rio de Janeiro, com representantes de vários estados, menos Goiás, que não esteve presente. Segundo as palavras do correspondente, claramente ressentidas,
| “ | até os piauienses vieram exibir seu valor desportivo [...] como nos seria gratos aos goianos aqui residentes saudosos de Goiás, podermos aplaudir, no estádio, os nossos conterrâneos! | ” |

A ausência de uma equipe goiana no campeonato brasileiro de futebol passava a ser tomada como expressão sintomática de algo que precisava ser radical e rapidamente transformado. Em parte como resultado dessas inquietações, no início de 1930, pequeno grupo de entusiastas do esporte começava a anunciar intenções de criar em Goiás uma associação ou liga esportiva. Argumentava-se que vários clubes de Goiás tinham seu desenvolvimento dificultado “pela falta de uma entidade superior que os dirija”.  Outra preocupação era a criação de uma equipe de futebol em condições de representar Goiás nos campeonatos nacionais, salientando-se “a grande vantagem de se tornar a mocidade goyana conhecida em todo o Brasil”. Conforme se dizia, “num Estado como o nosso, central, e que com cidades já importantes em seu hinterland, haverá – e disso estamos certos – elementos capazes de nos representar galhardamente no Campeonato Brasileiro de Futebol” (cuja primeira realização aconteceu em 1922).
Nesses termos, a ideia de uma liga ou associação esportiva logo começou a ser percebida como “uma grande necessidade que se fazia sentir”, uma “útil entidade”, “uma iniciativa feliz”, “simpática e proveitosa missão”; algo, enfim, que viria a “contribuir de forma edificante para o progresso do estado”. A recorrente comparação com a situação de outras regiões do Brasil no
que diz respeito aos esportes exprimia a clara preocupação das elites goianas em se fazer representar diante da nação, também através do esporte.
Nesse sentido, a possibilidade de ter uma equipe goiana no campeonato nacional de futebol era uma das principais justificativas a animar os envolvidos com a criação de uma associação esportiva. Não por acaso, tais entusiastas, os sportmen goyanos seriam apresentados como representantes do espírito progressista e empreendedor do povo de Goiás. Segundo dizia-se:
| “ | Sabemos, todos o sabem, o grau de desenvolvimento dos desportos, tanto terrestres como aquáticos, em todos os Estados do Norte do Brasil; mesmo nos menores. Todos eles disputam, anualmente, o Campeonato Brasileiro de Futebol, demonstrando que os seus filhos bem compreendem o valor do desenvolvimento físico. Porque só Goyaz há de permanecer na retaguarda, quando possui elementos magníficos que são penhor iniludível de Vitória? | ” |

### Finalmente criada
A Associação Goiana de Esportes Athleticos (Agea) de fato foi criada e conseguiu deflagrar uma relativa mobilização ao redor de sua causa: o desenvolvimento dos esportes em Goiás. Comerciantes, artistas, políticos, jornalistas, poetas, escritores e populares se uniram para apoiar sua criação, bem com suas ações.

#### Lista Pró-Estádio
Pouco tempo depois, no início de setembro, anunciou-se uma “Lista Pró-Estádio”, cuja finalidade era a obtenção de recursos para construção de um estádio, a ser administrado pela recém-fundada Agea. Os prêmios a serem oferecidos ficavam expostos na vitrine da Casa Nicolau Saddi, no Largo do Palácio. Os valores arrecadados, por seu turno, deveriam ser entregues ao Sr. Sebastião da Rocha Lima, na Confeitaria Esperança, na Praça Pinheiro Machado, n. 16.
Em fins de setembro de 1930, já com os recursos provenientes da Lista Pró-Estádio disponíveis aos dirigentes da Agea, organizou-se um “grande mutirão”, que previa a participação de “todos os esportistas da capital”. Esta iniciativa parece ter sido particularmente eficiente na mobilização dos “bons goyanos”, dispostos em trabalhar pelo “progresso de Goyaz”. Antes, porém, operá- rios contratados especificamente para esse fi m, realizaram os “trabalhos braçais”, especialmente o de roçar toda a área que serviria ao novo estádio, conforme recomendado pelo engenheiro responsável pelas obras. Aos estudantes e esportistas, assim, não caberia “o trabalho de foice, encontrando já a grande praça descampada, sendo apenas preciso igualar o terreno”. Rapazes que possuíam automóveis, como Péricles Fleury, Calígula Macedo, Claudio Cunha e outros, puseram as suas “máquinas” à disposição do
Comitê Feminino – efetivamente responsável pela organização do mutirão –, caso as lindas senhorinhas quisessem “levar farnéis ao operariado que se empenhará nas enxadas e nas pás pelo progresso de Goyaz”. O Comitê
Feminino obteve ainda empréstimo por um dia de todas as ferramentas da Secretaria das Obras do Estado. “Esportistas, civis, militares, estudantes, todos, enfim, tem trazido o seu apoio em prol da construção do estádio”.

### Genaro Rodrigues
Apesar da ativa participação dos “bons goyanos”, e também das boas goyanas, os louros desta realização caberiam em larga medida a um paulista. Genaro Rodrigues, funcionário dos Correios transferido para a capital de Goiás em fins de 1929, seria, tanto em São Paulo quanto em Goiás, apontado como o principal responsável pela criação da primeira liga esportiva goiana. Segundo se dizia em São Paulo:
| “ | Graças a um esportista de S. Paulo, Goyaz vai reunir os clubes esparsos pela capital e cidades do seu vasto interior em uma Associação e disputar regularmente os jogos e, logo que possível, no próximo ano talvez, concorrer ao certame brasileiro, estando desde já a novel Associação tratando de filiar-se a entidade do qual o Sr. Renato Pacheco, é presidente [Confederação Brasileirade Desportos]. Esse grande empreendimento, embora tardio, os goyanos o ficaram devendo, em grande parte, ao nosso distinto colega e prezado colaborador, NAGE (Genaro Rodrigues) que, como já tivemos oportunidade de publicar, se encontra há tempos na capital goyana, em missão nos correios gerais de Goyaz. | ” |

Em construção